# (3038) Bernes
Pour les articles homonymes, voir Bernes (homonymie).
(3038) Bernes est un astéroïde de la ceinture principale.

## Description
(3038) Bernes est un astéroïde de la ceinture principale. Il fut découvert le 31 août 1978 à Naoutchnyï par Nikolaï Tchernykh. Il présente une orbite caractérisée par un demi-grand axe de 2,44 UA, une excentricité de 0,21 et une inclinaison de 4,7° par rapport à l'écliptique.

## Compléments